# Laurence Halsted
Laurence Halsted (Londres, 22 de mayo de 1984) es un deportista británico que compite en esgrima, especialista en la modalidad de florete. Es hijo del esgrimidor Nicholas Halsted.
Ganó cuatro medallas en el Campeonato Europeo de Esgrima entre los años 2008 y 2016.
Participó en dos Juegos Olímpicos de Verano, Río de Janeiro 2016 y Londres 2012, ocupando en ambas ocasiones el sexto lugar en la prueba por equipos.

## Palmarés internacional
| Campeonato Europeo | Campeonato Europeo | Campeonato Europeo | Campeonato Europeo  |
| Año                | Lugar              | Medalla            | Prueba              |
| ------------------ | ------------------ | ------------------ | ------------------- |
| 2008               | Kiev (Ucrania)     | Medalla de plata   | Florete individual  |
| 2009               | Plovdiv (Bulgaria) | Medalla de bronce  | Florete individual  |
| 2010               | Leipzig (Alemania) | Medalla de bronce  | Florete por equipos |
| 2016               | Toruń (Polonia)    | Medalla de bronce  | Florete por equipos |